# Simeon Anthony Pereira
Simeon Anthony Pereira  (Sukkur, India británica, 19 de octubre de 1927-Karachi, 22 de agosto de 2006) fue Arzobispo de Karachi.
Fue educado en el Instituto St.  Patrick en Karachi. Recibió su formación religiosa en el Seminario en Kandy, Sri Lanka y fue ordenado sacerdote el 24 de agosto de 1951. Él trabajó primero como secretario del arzobispo franciscano James Cornelius van Miltenburg de Karachi y Capellán de las Hermanas y congregación de Manora.
Su siguiente trabajo fue de Sacerdote a cargo del internado Don Bosco para niños en Karachi. En 1952, se dirigió a Quetta como rector asistente del Seminario de San Pío X Menor. Unos años más tarde, fue nombrado párroco de la iglesia de San Francisco de Asís, antiguo campamento de Haji. Su siguiente cita fue como párroco de la iglesia de San Juan, Drigh Road, Karachi.
Siguiendo las reformas litúrgicas del Segundo Concilio Vaticano,  trabajó con el Padre Liberius, un becario y lingüista, para introducir al Urdu como lengua litúrgica.
El 3 de julio de 1971 el  papa Pablo VI le nombró Obispo Auxiliar de Rawalpindi, Pakistán. El 17 de diciembre de 1973  fue nombrado Obispo  de la Diócesis de Islamabad-Rawalpindi. Ocupó la sede de obispo  de Rawalpindi durante casi 20 años. El 22 de marzo de 1993 fue nombrado Arzobispo Coadjutor de la Archidiócesis de Karachi. Sucedió añl Cardenal Joseph Cordeiro como Arzobispo de Karachi el 11 de febrero de 1994 y se retiró el 20 de noviembre de 2002.
Después de retirarse en noviembre del 2002,  sirvió como pastor de la Iglesia de St. Thomas en Malir y como capellán del Dominicano Monasterio de los Ángeles en Landhi.
También ha sido presidente de la Conferencia de
Obispos católicos de Pakistán.
El Arzobispo Simeon Pereira murió el 22 de agosto de 2006.